# Norimasa Sakakuchi
Norimasa Sakakuchi (ur. 1946) – japoński trener, od 2006 trener tajwańskiej reprezentacji kobiet w piłce siatkowej.

## Kariera trenerska
- Reprezentacja Chińskiego Tajpej w piłce siatkowej kobiet (2006-) Trener